# Mékhitar Ier de Gerner
Mékhitar Ier de Gerner, Mkhitar Ier Gernertsi (en arménien Մխիթար Ա Գռներցի) ou Mékhitar Ter Mukhik est le Catholicos de l'Église apostolique arménienne de 1341 à 1355.

## Biographie
Mékhitar, originaire du village de Curnah, devient Catholicos après la déchéance de Jacob II de Tarse, déposé par le roi Léon V d'Arménie pour son opposition à l’Église romaine.
Après le meurtre du roi Léon V puis celui de son successeur Guy de Lusignan, le nouveau souverain Constantin V d'Arménie, porté au pouvoir par la réaction nationale et anti-latine, tente afin de légitimer son pouvoir de se faire absoudre par la Papauté.
Il convoque en 1345 le 7e concile de Sis qui une fois encore reconnaît la primauté de l’Église romaine mais, en dépit de cette nouvelle clause de style, les légats du Pape Clément VII ne peuvent pas obtenir du patriarche Mékhitar Ier l’ensemble des déclarations et rétractations exigées.
En 1355, après la mort de Mékhitar Ier, son prédécesseur Jacob II de Tarse est rétabli comme Catholicos.